# Juan Gómez Duarte
Juan Bautista Gómez Duarte (Tranqueras, 29 de junio de 1955) es un abogado, funcionario y fiscal uruguayo. 
Ocupará el cargo de Fiscal de Corte y Procurador General de la Nación de forma interina desde octubre de 2021 hasta agosto de 2024.

## Biografía
Nació el 29 de junio de 1955 en el paraje La Palma, que en la actualidad pertenece al Municipio de Tranqueras, Rivera, como uno de los siete hijos varones Luisa "Anita" Duarte y Antón Gómez.Su padre, de nacionalidad brasileña, era estudiante de medicina antes de emigrar a Uruguay, donde se dedicó al cultivo de arroz.
Cursó sus estudios primarios en la Escuela N° 22 de La Palma, los secundarios en Tranqueras y el preparatorio en la ciudad de Rivera.A los 19 años se trasladó a Montevideo para estudiar abogacía en la Universidad de la República.

### Trayectoria profesional
En septiembre de 1975 comenzó a trabajar como funcionario administrativo en la Fiscalía General de la Nación. En 1988 comenzó a trabajar con la fiscal Ofelia Grezzi, interviniendo en el caso contra Pablo Goncálvez.En 1997 se convirtió en fiscal, siendo nombrado Fiscal Letrado Departamental de Rivera de 2° turno.Se desempeñó en ese puesto hasta el año 2000, cuando fue trasladado a Maldonado como Fiscal Letrado Departamental de 3° turno, cargo que ocupó durante nueve años, y por el cual actuó en casos que involucraron a personalidades conocidas, como Guillermo Coppola a quien procesó por obstaculizar el procedimiento de la Justicia.
En 2009 fue nombrado Fiscal Letrado Nacional de la Fiscalía Penal de Montevideo de 1° turno. En 2012 fue trasladado a la Fiscalía Especializada en Crimen Organizado, posición en la cual procesó al dirigente deportivo Eugenio Figueredo por estafa y lavado de dinero, y al ministro de economía durante el gobierno de José Mujica, Fernando Lorenzo por abuso de funciones.
Con su nombramiento como Fiscal Letrado Nacional de la Fiscalía Penal de la capital en 2016 y Fiscal Letrado de la Fiscalía Penal de Homicidios en 2017, Gómez comenzó a tener mayor reconocimiento público debido a su actuación en casos que cobraron relevancia a nivel nacional.
El 20 de abril de 2021 fue nombrado adjunto del entonces Fiscal de Corte y Procurador General de la Nación, Jorge Díaz Almeida.En octubre de ese año, con la renuncia de Díaz, Gómez pasó a desempeñar el cargo de forma interina, a la espera del nombramiento de un nuevo titular. Debido a la falta de acuerdo entre los partidos políticos con representación parlamentaria para nombrar al titular de la Fiscalía General –según lo estipulado por la Ley N° 19.483, es designado por el Poder Ejecutivo con venia previa de la Cámara de Senadores–, Gómez permaneció en el cargo durante casi tres años,hasta su jubilación en agosto de 2024 tras experimentar problemas de salud que lo obligaron a solicitar licencia médica durante toda la primera mitad de  dicho año.

## Vida personal
Está casado con la abogada y escribana Laura Bentos; el matrimonio tiene dos hijas, Daniela y Josefina.Su hermano, Milton Gómez Duarte sirvió como alcalde del Municipio de Tranqueras por el Partido Colorado entre 2010 y 2020.